# Bobby Womack

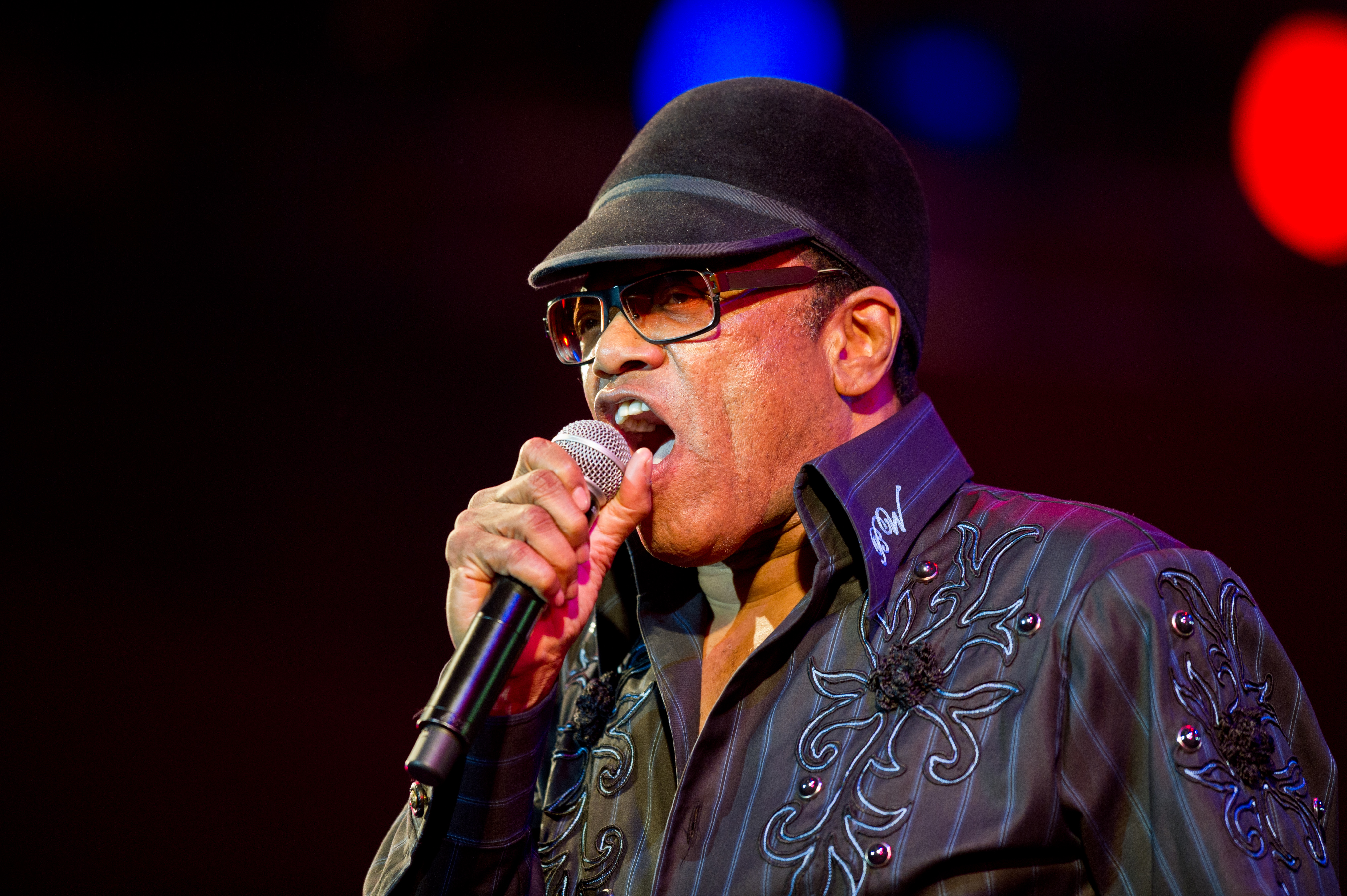
Bobby Womack beim Roskilde-Festival (2010)

Robert „Bobby“ Dwayne Womack (* 4. März 1944 in Cleveland, Ohio; † 27. Juni 2014 in Tarzana, Los Angeles, Kalifornien) war ein US-amerikanischer Sänger und Songwriter in den Musikstilen Soul und R&B. Die größten Erfolge feierte er in den 1970er und 1980er Jahren.

## Leben
Womacks Vater, ebenfalls Musiker, förderte früh die Karriere von Bobby und seinem Bruder Cecil. Gemeinsam gründeten beide eine eigene Band unter dem Namen Womack Brothers. Entdeckt wurden sie von Sam Cooke, der ihnen Anfang der 1960er Jahre einen Plattenvertrag für Cooke’s SAR Records verschaffte. Sam Cooke führte die Womacks in eine weniger durch Kirchenmusik bestimmte, stärker kommerzielle Richtung und benannte die Band um in The Valentinos. Ihren ersten kleinen Hit hatten sie 1964 mit der Single It’s All Over Now, deren Coverversion der Rolling Stones ein so großer Erfolg war, dass Womack einige Zeit gut von den Tantiemen leben konnte.
Nach dem Tod von Sam Cooke im Jahr 1964 heiratete der 21-jährige Bobby Womack die acht Jahre ältere Barbara Cooke, die Witwe von Sam Cooke. Der dadurch entstandene Skandal weitete sich in den Folgejahren aus, als diese Ehe durch Womacks Affäre mit seiner Stieftochter Linda, die Tochter von Sam und Barbara Cooke, scheiterte und Barbara auf Bobby schoss. Linda heiratete später Bobbys jüngeren Bruder Cecil.
Am 31. Dezember 1975 ging Womack eine zweite Ehe mit Regina Banks ein. Anfang 1976 erhielt er einen Vertrag mit Columbia Records. 1981 wechselte er zum Label Beverly Glen, dort nahm er auch das Album The Poet auf. Nach einem erfolgreichen Rechtsstreit mit Beverly Glen wegen ausgebliebener Tantiemenzahlungen wechselte Womack 1985 zu MCA. 1986 arbeitete er mit den Rolling Stones an deren Album Dirty Work und sang mit Mick Jagger das Duett Harlem Shuffle. Seit 1997 veröffentlichte er wieder christlich inspirierte Musik, so in Back to my roots. 2012 wurde seine Darmkrebs-Erkrankung bekannt. Anfang 2013 teilte Womack in einem Interview mit, dass er an der Alzheimer-Krankheit leide.

## Musik
Womacks Musik hat durch die sehr elegante, zurückhaltende und untertrieben wirkende Gitarrenlinie als Rhythmus und seine erregt wirkende und leidenschaftliche Solostimme einen hohen Wiedererkennungswert.
Womack arbeitete ab etwa 1965 hauptsächlich als Studiomusiker und Produzent in Chips Momans American Recording Sound Studios in Memphis (Tennessee) für andere Bands, veröffentlichte aber auch ein halbes Dutzend eigener Singles. Den Solodurchbruch in den R&B-Charts hatte er 1968 mit dem selbstgeschriebenen What Is This. Im selben Jahr hatte er mit seiner Version des Klassikers Fly Me to the Moon und einer Coverversion von California Dreamin’ seine ersten beiden Hits in den offiziellen US-Singlecharts. Von da an war er regelmäßig in den Charts vertreten. In dieser Zeit schrieb er auch den Song Breezin’, mit dem George Benson einen Hit landete.
Anfang der 1970er wechselte Womack von Minit Records zu United Artists. Mit seinem Labeldebüt Communication kam er in die Top 100 der offiziellen Albumcharts und der darauf enthaltene Song That’s the Way I Feel About ’Cha war sein erster Top-40-Hit. Weitere Hits waren Harry Hippie, sein erster Millionenseller, Nobody Wants You When You’re Down and Out, ein Bluesklassiker, sowie eine Soloaufnahme des Valentinos-Hits Lookin’ for a Love, mit dem er es auf Platz 1 der R&B-Charts und in die Top 10 der offiziellen Charts brachte. Außerdem war es sein zweiter Millionenseller. Darüber hinaus komponierte er 1973 zusammen mit J. J. Johnson den Soundtrack zum Blaxploitation-Film Across 110th Street (deutscher Titel Straße zum Jenseits) und sang unter anderem den Titelsong.
In der zweiten Hälfte der 1970er ließ der Erfolg etwas nach, er war aber immer noch häufig in den R&B-Charts vertreten. 1981 veröffentlichte Womack sein erfolgreiches Album Poet mit der R&B-Hitsingle If You Think You’re Lonely Now. Am Nachfolgealbum The Poet II war drei Jahre später auch Patti LaBelle als Gastsängerin vertreten.  Mit dem Lied Love Has Finally Come at Last hatte er nach neun Jahren noch einmal einen offiziellen Charthit in den USA. Der Song Tell Me Why vom selben Album war wiederum sein erster Charthit in den britischen Charts. Dort hatte er bis Mitte der 1990er auch noch weitere Charthits vor allem zusammen mit anderen britischen Künstlern wie der Band Living in a Box und der Sängerin Lulu.
Mit Albumveröffentlichungen hatte Bobby Womack nach 1986 aber kaum noch Erfolge. Auf dem 1994 erschienenen Album Resurrection gaben sich Gastmusiker wie Rod Stewart, Keith Richards oder Stevie Wonder die Ehre. Es brachte ihm die einzige Chartplatzierung in den 1990ern in Großbritannien und in USA auch nur in den R&B-Charts. Überwiegend arbeitete er als Produzent und gelegentlich war er bei Liveauftritten zu sehen. Seiner Tochter GinaRe zufolge verlor er zeitweise völlig das Interesse an seiner musikalischen Arbeit.
Erst 2010 trat Womack aus seiner Schaffenskrise. Damon Albarn von der britischen Band Gorillaz kontaktierte ihn, um ihn für sein geplantes Album Plastic Beach zu gewinnen. Womack spielte daraufhin gemeinsam mit den Gorillaz und Mos Def den Titel Stylo ein, der als erste Singleauskopplung zwei Monate vor dem Album erschien. In einem weiteren Titel des Albums, Cloud of Unknowing, ist Womack ebenfalls zu hören. Albarn revanchierte sich kurze Zeit später zusammen mit Richard Russell, indem sie mit ihm The Bravest Man in the Universe produzierten. Es erschien 2012 und wurde ein großer Erfolg, es platzierte sich nicht nur in Großbritannien und den USA in den Charts, sondern brachte ihn unter anderem auch in den deutschsprachigen Ländern erstmals überhaupt in die Albumcharts. Des Weiteren kam es auf Platz 36 der Top-Alben 2012 des Rolling Stone und gewann den Q Award als Bestes Album 2012. Beim Titel Dayglo Reflection wirkte als Duettpartnerin Lana Del Rey mit. Es blieb aber seine letzte Veröffentlichung, bevor er zwei Jahre später starb.

## Trivia
Mariah Carey sang 2005 in ihrem Nummer-1-Hit We Belong Together eine Textphrase, die in etwa lautet: „Ich kann nachts nicht schlafen, wenn du in meinen Gedanken bist. Bobby Womack läuft im Radio und singt für mich: ‚Wenn du denkst, dass du jetzt einsam bist‘.“:

„I can’t sleep at night

When you are on my mind.

Bobby Womack’s on the radio

Singing to me: ‚If you think you’re lonely now‘.“

Im Vor- und Abspann des Filmes Jackie Brown von 1997 nutzte der Regisseur Quentin Tarantino den Song Across 110th Street, was zusammen mit den Filmsongs der Gruppe The Delfonics zu einer kleinen Renaissance der Soul-Musik führte.
Der Song Across 110th Street stammt ursprünglich aus dem gleichnamigen Krimi-Drama mit Anthony Quinn von 1972, ist aber auch auf modernen Soundtracks wie American Gangster enthalten.
In einem Werbefilm der Automarke Saab von 2003 wird ein Auszug aus Bobby Womacks California Dreamin’ angespielt.

## Diskografie

### Alben
| Jahr | Titel                                    | Höchstplatzierung, Gesamtwochen, AuszeichnungChartplatzierungen (Jahr, Titel, Platzierungen, Wochen, Auszeichnungen, Anmerkungen) | Höchstplatzierung, Gesamtwochen, AuszeichnungChartplatzierungen (Jahr, Titel, Platzierungen, Wochen, Auszeichnungen, Anmerkungen) | Höchstplatzierung, Gesamtwochen, AuszeichnungChartplatzierungen (Jahr, Titel, Platzierungen, Wochen, Auszeichnungen, Anmerkungen) | Höchstplatzierung, Gesamtwochen, AuszeichnungChartplatzierungen (Jahr, Titel, Platzierungen, Wochen, Auszeichnungen, Anmerkungen) | Höchstplatzierung, Gesamtwochen, AuszeichnungChartplatzierungen (Jahr, Titel, Platzierungen, Wochen, Auszeichnungen, Anmerkungen) | Anmerkungen |
| Jahr | Titel                                    | DE | AT | CH | UK | US | Anmerkungen |
| ---- | ---------------------------------------- | --- | --- | --- | --- | --- | --- |
| 1968 | Fly Me to the Moon                       | — | — | — | — | US174 (2 Wo.)US | |
| 1971 | The Womack “Live”                        | — | — | — | — | US188 (5 Wo.)US | Livealbum |
| 1971 | Communication                            | — | — | — | — | US83 (17 Wo.)US | |
| 1972 | Understanding                            | — | — | — | — | US43 (48 Wo.)US | |
| 1973 | Across 110th Street                      | — | — | — | — | US50 (20 Wo.)US | Soundtrack des gleichnamigen Films (deutscher Titel Straße zum Jenseits) Splitalbum mit 6 eigenen Songs und 5 Instrumentalstücken von J. J. Johnson & His Orchestra |
| 1973 | Facts of Life                            | — | — | — | — | US37 (21 Wo.)US | |
| 1974 | Lookin’ for a Love Again                 | — | — | — | — | US85 (19 Wo.)US | |
| 1974 | Bobby Womack’s Greatest Hits             | — | — | — | — | US142 (7 Wo.)US | Best-of-Album |
| 1975 | I Don’t Know What the World Is Coming To | — | — | — | — | US126 (4 Wo.)US | |
| 1976 | Safety Zone                              | — | — | — | — | US147 (11 Wo.)US | |
| 1981 | The Poet                                 | — | — | — | — | US29 (23 Wo.)US | |
| 1984 | Poet II                                  | — | — | — | UK31 (8 Wo.)UK | US60 (14 Wo.)US | Gastsängerin: Patti LaBelle |
| 1985 | So Many Rivers                           | — | — | — | UK28 (7 Wo.)UK | US66 (19 Wo.)US | |
| 1994 | Ressurection                             | — | — | — | UK87 (1 Wo.)UK | — | |
| 2012 | The Bravest Man in the Universe          | DE84 (2 Wo.)DE | AT36 (3 Wo.)AT | CH32 (4 Wo.)CH | UK49 (4 Wo.)UK | US181 (1 Wo.)US | |

grau schraffiert: keine Chartdaten aus diesem Jahr verfügbar
Weitere Alben
- My Prescription (1970)
- BW Goes C&W (1976)
- Home Is Where the Heart Is (1976)
- Pieces (1978)
- Roads of Life (1979)
- Someday We’ll All Be Free (1985)
- Womagic (1986)
- The Last Soul Man (1987)
- Save the Children (1989)
- Midnight Mover: The Bobby Womack Collection (Kompilation, 1993)
- Soul Seduction Supreme (1994)
- Soul Sensation Live (Livealbum, 1998)
- Back to My Roots (1999)
- Traditions (1999)
- Christmas Album (2000)

### Singles
| Jahr | Titel Album                                        | Höchstplatzierung, Gesamtwochen, AuszeichnungChartplatzierungen (Jahr, Titel, Album, Platzierungen, Wochen, Auszeichnungen, Anmerkungen) | Höchstplatzierung, Gesamtwochen, AuszeichnungChartplatzierungen (Jahr, Titel, Album, Platzierungen, Wochen, Auszeichnungen, Anmerkungen) | Anmerkungen                                                                                                  |
| Jahr | Titel Album                                        | UK | US | Anmerkungen                                                                                                  |
| ---- | -------------------------------------------------- | --- | --- | --- |
| 1968 | Fly Me to the Moon –                               | — | US52 (13 Wo.)US | Autor: Bart Howard (1954)                                                                                    |
| 1968 | California Dreamin’ –                              | — | US43 (9 Wo.)US | Original: The Mamas and the Papas (1965); Autoren: Michelle Phillips, John Phillips                          |
| 1969 | How I Miss You Baby –                              | — | US93 (2 Wo.)US | Autoren: Bobby Womack, Darryl Carter                                                                         |
| 1970 | More Than I Can Stand –                            | — | US90 (4 Wo.)US | Autoren: Bobby Womack, Darryl Carter                                                                         |
| 1971 | That’s the Way I Feel About ’Cha –                 | — | US27 (13 Wo.)US | Autoren: Jimmy Grisby, Joe Hicks, Bobby Womack                                                               |
| 1972 | Woman’s Gotta Have It –                            | — | US60 (9 Wo.)US | Autoren: Bobby Womack, Linda Womack, Darryl Carter                                                           |
| 1972 | Harry Hippie –                                     | — | US31 Gold · (12 Wo.)US | Autor: Jim Ford                                                                                              |
| 1972 | Sweet Caroline (Good Times Never Seemed So Good) – | — | US51 (9 Wo.)US | Original/Autor: Neil Diamond (1969) B-Seite von Harry Hippie                                                 |
| 1973 | Across 110th Street –                              | UK— SilberUK | US56 (6 Wo.)US | Autoren: Bobby Womack, J. J. Johnson Titellied des gleichnamigen Films (deutscher Titel Straße zum Jenseits) |
| 1973 | Nobody Wants You When You’re Down and Out –        | — | US29 (15 Wo.)US | Autor: Jimmy Cox (1923)                                                                                      |
| 1974 | Lookin’ for a Love –                               | — | US10 Gold · (17 Wo.)US | 1962 ein Hit für die Valentinos, zu denen auch Womack gehörte Autoren: James Alexander, Zelda Samuels        |
| 1974 | You’re Welcome, Stop On By –                       | — | US59 (7 Wo.)US | Autoren: Bobby Womack, Truman Thomas                                                                         |
| 1975 | Check It Out –                                     | — | US91 (3 Wo.)US | 1974 der Debüthit von Tavares Autoren: Floyd Butler, Billy Osborne                                           |
| 1984 | Love Has Finally Come at Last –                    | — | US88 (5 Wo.)US | Autor: Bobby Womack Bobby Womack and Patti LaBelle                                                           |
| 1984 | Tell Me Why –                                      | UK60 (3 Wo.)UK | — | Autoren: Bobby Womack, Jim Ford                                                                              |
| 1985 | I Wish He Didn’t Trust Me so Much –                | UK64 (2 Wo.)UK | — | Autoren: James K. Eubanks, Peter Luboff, Harold Payne                                                        |
| 1987 | Living in a Box –                                  | UK70 (2 Wo.)UK | — | Original: Living in a Box (1987) Autoren: Marcus Vere, Steve Piggot                                          |
| 1993 | I’m Back for More –                                | UK27 (5 Wo.)UK | — | Autor: Kenny Stover Lulu and Bobby Womack                                                                    |
| 1994 | It’s a Man’s Man’s Man’s World –                   | UK73 (1 Wo.)UK | — | Original: James Brown; Autoren: James Brown, Betty Jean Newsome Jeanie Tracy and Bobby Womack                |
| 2004 | California Dreamin’ –                              | UK59 (1 Wo.)UK | — | Wiederveröffentlichung der Aufnahme von 1968                                                                 |

Als Gastmusiker

| Jahr | Titel Album                                                  | Höchstplatzierung, Gesamtwochen, AuszeichnungChartplatzierungen (Jahr, Titel, Album, Platzierungen, Wochen, Auszeichnungen, Anmerkungen) | Höchstplatzierung, Gesamtwochen, AuszeichnungChartplatzierungen (Jahr, Titel, Album, Platzierungen, Wochen, Auszeichnungen, Anmerkungen) | Höchstplatzierung, Gesamtwochen, AuszeichnungChartplatzierungen (Jahr, Titel, Album, Platzierungen, Wochen, Auszeichnungen, Anmerkungen) | Höchstplatzierung, Gesamtwochen, AuszeichnungChartplatzierungen (Jahr, Titel, Album, Platzierungen, Wochen, Auszeichnungen, Anmerkungen) | Höchstplatzierung, Gesamtwochen, AuszeichnungChartplatzierungen (Jahr, Titel, Album, Platzierungen, Wochen, Auszeichnungen, Anmerkungen) | Anmerkungen                                                                                             |
| Jahr | Titel Album                                                  | DE | AT | CH | UK | US | Anmerkungen                                                                                             |
| ---- | ------------------------------------------------------------ | --- | --- | --- | --- | --- | --- |
| 1985 | (No Matter How High I Get) I’ll Still Be Lookin’ Up to You – | — | — | — | UK63 (2 Wo.)UK | — | Musik: Bobby Womack, Text: Paul Kisch Wilton Felder feat. Bobby Womack and introducing Alltrina Grayson |
| 1987 | So the Story Goes –                                          | — | — | — | UK34 (8 Wo.)UK | US81 (4 Wo.)US | Autoren: Marcus Vere, Richard Darbyshire Living in a Box feat. Bobby Womack                             |
| 2010 | Stylo –                                                      | DE63 (8 Wo.)DE | AT40 (8 Wo.)AT | CH56 (7 Wo.)CH | — | — | Autoren: Damon Albarn, Jamie Hewlett, Dante Smith Gorillaz feat. Bobby Womack & Mos Def                 |

Weitere Singles
- Nothing You Can Do (1965)
- I Found a True Love (1965)
- What Is This (1966)
- Find Me Somebody (1967)
- Baby, I Can’t Stand It (1967)
- Broadway Walk (1967)
- What Is This (1968)
- I Left My Heart in San Francisco (1969)
- It’s Gonna Rain (1969)
- I’m Gonna Forget About You (1970)
- Everybody’s Talkin’ (live, 1970)
- Breezin’ (1971)
- The Preacher (Part 2)/More Than I Can Stand (live, 1971)
- Communication (1971)
- I’m Through Trying to Prove My Love to You (1973)
- I Don’t Know (1974)
- It’s All Over Now (1975)
- Where There’s a Will, There’s a Way (1975)
- Daylight (1976)
- Home Is Where the Heart Is (1977)
- Standing in the Safety Zone (1977)
- Wind It Up (1978)
- Trust Your Heart (1978)
- How Could You Break My Heart (1979)
- Secrets (1981)
- If You Think You’re Lonely Now (1982)
- Where Do We Go from Here (1982)
- It Takes a Lot of Strength to Say Goodbye (mit Patti LaBelle, 1984)
- Someday We’ll All Be Free (1985)
- Let Me Kiss It Where It Hurts (1985)
- I’m So Proud (mit Cecil Womack, 1985)
- Gypsy Woman (1986)
- (I Wanna) Make Love to You (1986)
- How Could You Break My Heart (1987)
- Outside Myself (1988)
- Priorities (1989)
- Save the Children (1989)
- I Wish I’d Never Met You (mit Mica Paris, 1991)
- Please Forgive My Heart (2012)